# Aphelandra phrynioides
Aphelandra phrynioides är en akantusväxtart som beskrevs av Gustav Lindau. Aphelandra phrynioides ingår i släktet Aphelandra och familjen akantusväxter. Inga underarter finns listade i Catalogue of Life.